# Bystrc
Bystrc (niem. Bisterz) – historyczna gmina, dzielnica i gmina katastralna, a od 24 listopada 1990 pod nazwą Brno-Bystrc również część miasta na północno-zachodnich obrzeżach miasta Brna o powierzchni 2724,16 ha. 